# Lago Burgseeli
O Lago Burgseeli é um lago localizado no Cantão de Berna, Suíça. Tem uma superfície de 5,25 ha. e está localizado entre Ringgenberg e Goldswil ao norte do Lago Brienz.